# Вильнюсский университет
Ви́льнюсский университе́т (лит. Vilniaus universitetas, лат. Alma mater Vilnensis) — старейшее и крупнейшее высшее учебное заведение Литвы в Вильнюсе, крупный научный центр.

Университет составляют 12 факультетов, 7 институтов с правами факультетов, 4 межфакультетских центра образования и науки, а также старейшая в Литве библиотека, ботанический сад, музей университета и другие неакадемические подразделения.
Университет занимает несколько зданий и комплексов зданий в разных районах Вильнюса. В ансамбле Вильнюсского университета в историческом центре города располагаются костёл Святых Иоаннов, администрация, библиотека, исторический, филологический и философский факультеты.

Университет входит в ассоциацию университетов Европы Утрехтская сеть, с 2016 года также в Коимбрскую группу старейших и наиболее значительных университетов Европы.
На 1 января 2016 года количество студентов и слушателей составляло 20487 человек, из них 11257 студентов первой ступени обучения (бакалавриат), 3600 — второй ступени (магистратура), 863 докторанта, 803 резидента, 1100 слушателей. Педагогический персонал составляли 1334 работника, включая 256 профессоров, 451 доцента, 448 научных сотрудников. На март 2020 года педагогический и исследовательский персонал насчитывал 2926 человек, студентов, докторантов, резидентов, слушателей числилось — 19996. 
В 2008 году впервые попал в мировой рейтинг университетов (единственное высшее учебное заведение Литвы и балтийских стран), попав в диапазон с 501 по 600-е место, в 2009 году оказался в той же группе рейтинга, в 2010 году занял 501—550-е место. В 2016 году Вильнюсский университет поднялся в группу 481—490 лучших университетов мира. В 2020 году позиция Вильнюсского университете в „QS World University Rankings“ — 458, на 2021 год — 423. В Шанхайском предметном рейтинге „Academic Ranking of World Universities“ компании „ShanghaiRanking Consultancy“ среди более чем четырёх тысяч высших учебных заведений мира Вильнюсский университет занимает 601—700 (2018, 2019).

## История

### Академия и Университет виленский Общества Иезуитов

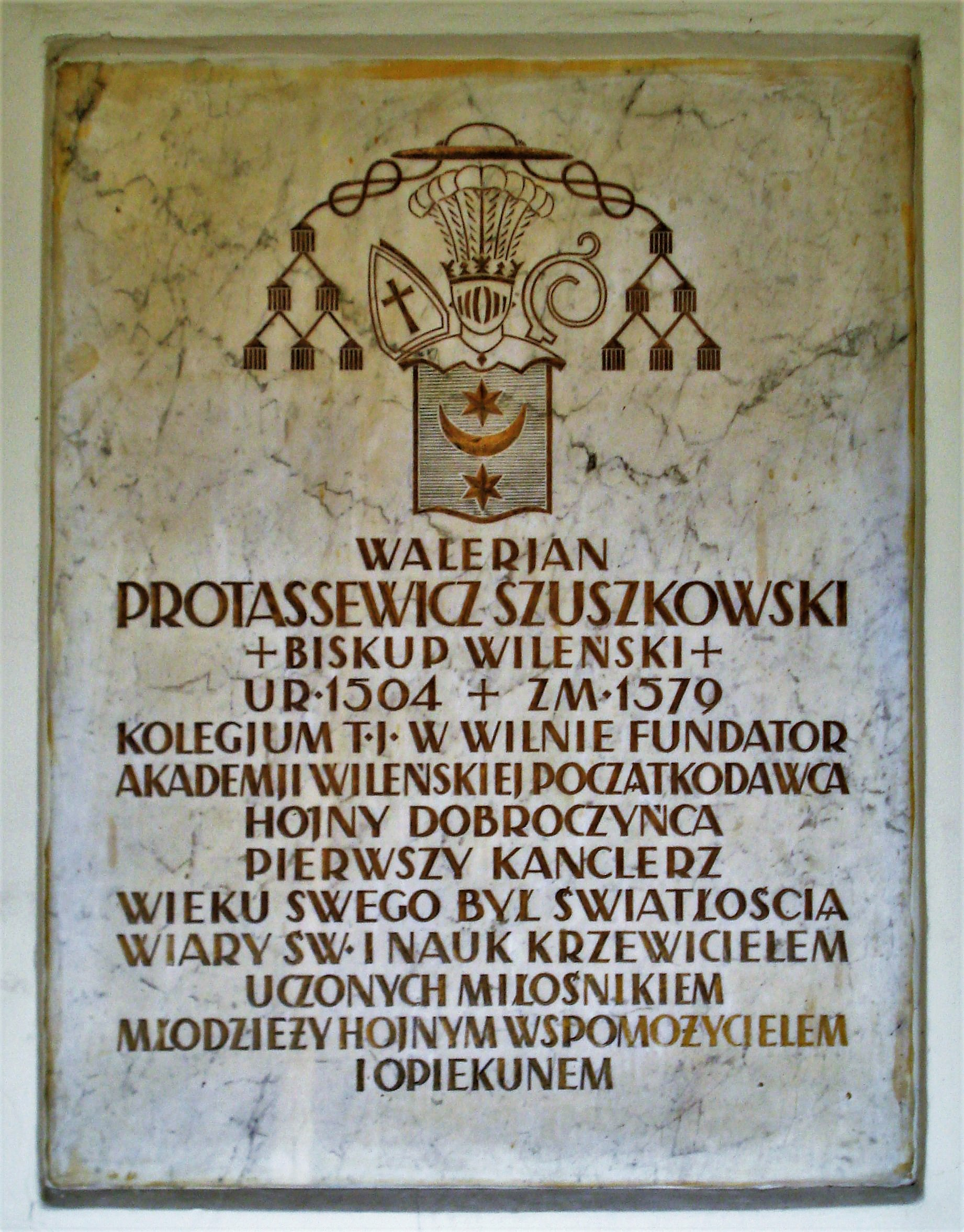
Мемориальная таблица в память Валериана Протасевича, основателя иезуитской коллегии в Вильне, в Большом дворе университета

Начало высшей школы в Вильне (современный Вильнюс) было связано с распространением идей Реформации, для борьбы с которыми епископ виленский Валериан Протасевич в 1570 году пригласил в город иезуитов. Обосновавшись в нескольких зданиях близ костёла Святых Иоаннов, иезуиты открыли 17 июля 1570 года коллегиум — высшую школу, в которой велось бесплатное обучение не только Закону Божиему, но и семи свободным искусствам, включающими грамматику (древнегреческий язык, латынь, немецкий язык), поэтику, риторику и логику. Здесь также обучали музыке и пению. Учащимися были преимущественно шляхтичи, однако принимались в Коллегию и выходцы из непривилегированных сословий. Число учащихся в коллегиуме быстро росло: в 1572 их было 200, в 1574 — 361, в 1575 — 451.

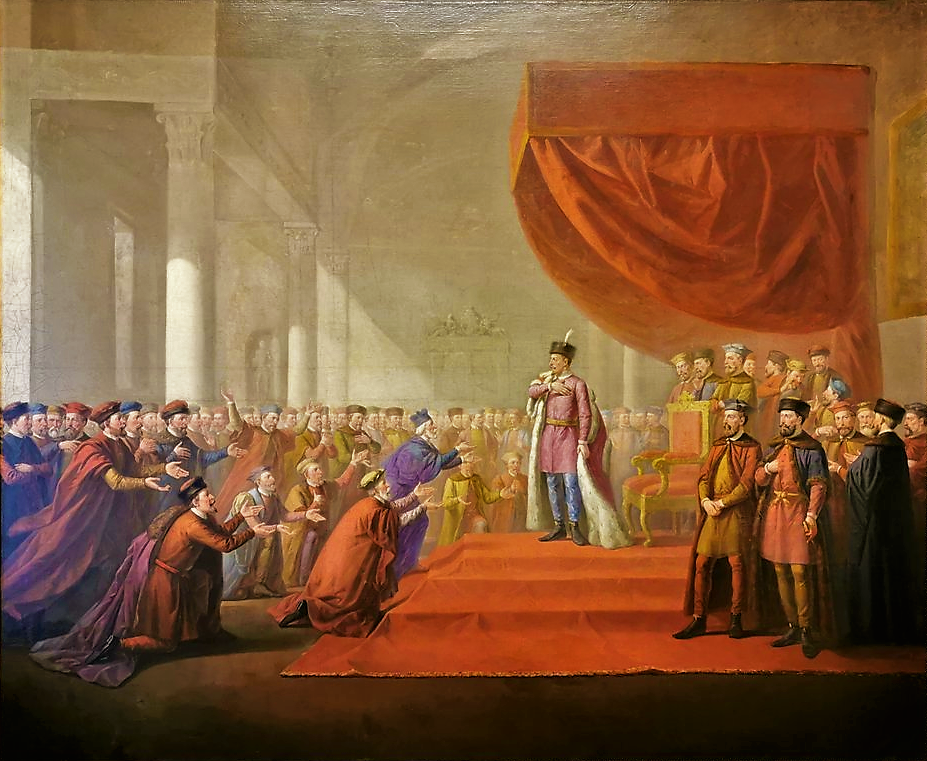
Викентий Смоковский. Стефан Баторий учреждает Академию и университет в Вильне (1828). Вильнюсская картинная галерея

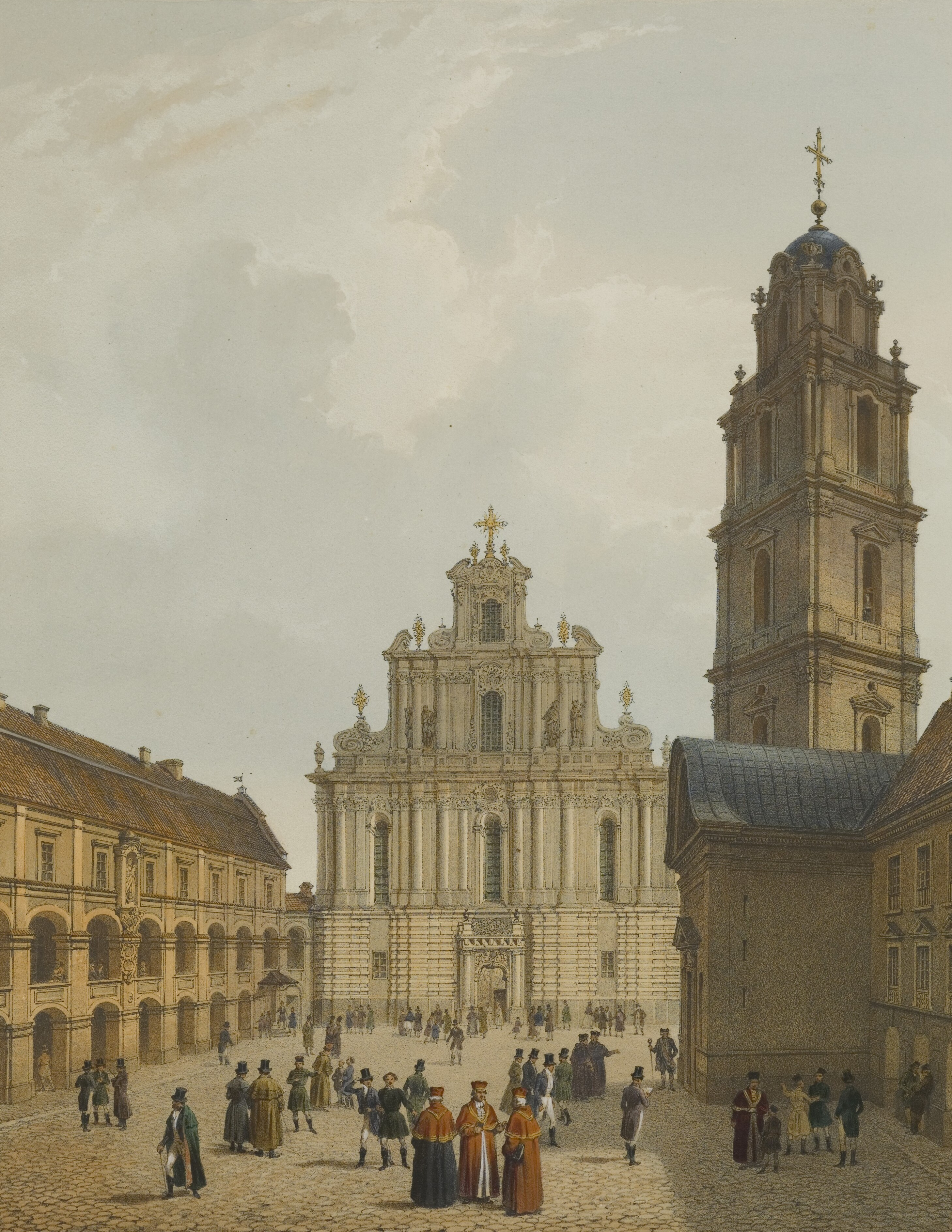
Большой двор университета. Середина XIX века

### УчреждениеСтефаном Баторием
7 июля 1578 года во Львове король польский и великий князь литовский Стефан Баторий по ходатайству епископа Валериана Протасевича, полководца Яна Ходкевича и других магнатов — покровителей иезуитов, подписал привилей, которым коллегиум преобразовывался в Академию, с правом готовить и выпускать бакалавров, магистров, лиценциатов и докторов свободных наук, философии и богословия.
Канцлер Великого княжества Литовского кальвинист Николай Радзивилл Рыжий не согласился скрепить Большой печатью Княжества королевский привилей. Вице-канцлер кальвинист Евстафий Волович также отказался приложить оттиск Малой печати. Оба они полагали, что создание иезуитской академии ущемляет права других вероисповеданий; привилей же без печатей не мог вступить в силу.
1 апреля 1579 года датируется другой привилей короля Стефана Батория об учреждении Академии и Университета виленского Общества Иисуса (Almae Academia et Universitas Vilnensis Societatis Jesu), который был подписан королём в Вильне. 
Евстафий Волович вновь отказался приложить печать к подписанному привилею. Король потребовал печать со словами: «Я сам её приложу, но ты её более не увидишь», то есть пригрозил Воловичу удалением от должности. Только тогда вице-канцлер вынужден был подчиниться королевской воле.
Булла папы римского Григория XIII 30 октября 1579 года подтвердила привилей короля Стефана Батория. 
Первым ректором иеузитского университета стал известный проповедник Пётр Скарга. 
Первоначально университет состоял из двух факультетов — философии и теологии. В 1641 году были учреждены факультеты права и медицины. Однако из-за нехватки преподавателей Факультет права начал работать только в 1644 году, а медицинский факультет — в 1781 году. В 1753 году стараниями астронома и математика Томаша Жебровского была основана Астрономическая обсерватория, четвёртая по счёту в Европе. 

### Университетские преподаватели
В Виленском университете преподавали известные учёные своего времени.
В числе первых — Мартин Смиглецкий (Martinus Smiglesius, 1564—1618), украинский и польский философ, теолог полемист, автор труда об экономике; труды его позднее были переведены на немецкий язык. Он приобрёл известность благодаря учебнику логики, написанному в 1586—1587 годах на основе своих университетских лекций. Учебник до XIX века широко использовался во французских иезуитских школах, парижской Сорбонне, а также в англиканской Англии в Оксфорде, где неоднократно переиздавался — в 1634, 1638, 1658 годах.
По учебнику Смиглецкого, в частности, экзаменовался писатель Даниэль Дефо.
Учебник риторики другого преподавателя Виленского университета теолога Сигизмунда Ляуксмина (1597—1670) «Ораторская практика и правила искусства риторики», изданный в 1645 году в Вильне, к середине XVIII века выдержал не менее пятнадцати изданий в различных городах Европы; это Браунсберг, Мюнхен и другие.
Профессор Мацей Казимир Сарбевский (1595—1640) был широко известен как поэт и в 1623 году папой Урбаном VIII в Риме увенчан лавровым венком, подобно знаменитым поэтам Данте Алигьери и Франческо Петрарке.
Историк  иезуит Альберт Виюк-Коялович (1609—1677) изучал в Академии и Университете теологию, преподавал здесь (1641—1644 и в 1645—1655), а затем стал ректором (1653—1655). Он — автор первой печатной истории Великого княжества Литовского и других исторических трудов на латинском и польском языках.
В Академии и Университете получил учёную степень магистра философии (1644), затем здесь же изучал теологию и каноническое право епископ Александр Котович.
К числу наиболее известных воспитанников Академии и Университета виленского Общества Иисуса относятся поэт, теолог и полемист Симеон Полоцкий и учёный и религиозный деятель, автор «Ґрамма́тіки Славе́нския пра́вилное Cv́нтаґма» Мелетий Смотрицкий.

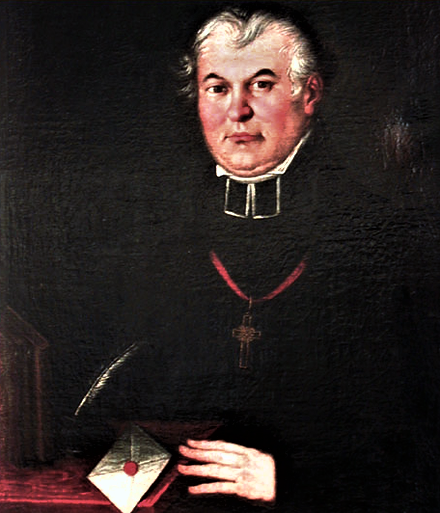
Константинас Сирвидас

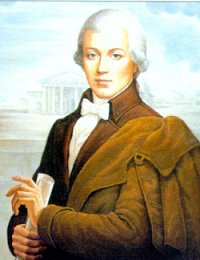
Лауринас Гуцявичюс

В старом Виленском университете также преподавали:
- Жигимантас Ляуксминас (1569—1670), литовский теолог, философ, теоретик музыки и риторики, родоначальник литовского музыковедения, профессор Виленского университета;

- Константинас Сирвидас (1578—1631), литовский лексикограф, профессор, один из основоположников литовской письменности, издатель двух редакций Латинско-польско-литовского словаря (1620; 1631) и утерянной Литовской грамматики (1630);

- Йонас Якнавичюс (1589—1668), литовский лексикограф, иезуит, ректор университета;

- Освальд Кригер (1598—1655), немецкий математик, оптик, астроном, автор научных изданий по баллистике, оптике, математике, астрономии, учёный, установивший в Университете первый телескоп;

- Жан-Жозеф Россиньоль (1726—1817), французский эрудит, математик, автор более 70 научных трудов;

- Лауринас Гуцявичюс (1753—1798), литовский архитектор, математик, инженер, картограф, изобретатель.

### Главная виленская школа
После упразднения в 1773 году ордена иезуитов виленская Академия и Университет поступили в ведение Эдукационной комиссии (Комиссия национального образования), руководящего органа просвещения в Речи Посполитой в 1773—1794 годах. Учебное заведение было преобразовано в Главную школу Великого княжества Литовского (Schola Princips Magni Ducatus Lithuaniae), образование в которой стало носить более светский характер. В ведение Главной школы передавались все учебные заведения края, по отношению к которым она играла роль центрального руководящего учреждения.
После разделов Речи Посполитой это учебное заведение было переименовано в Главную виленскую школу.

### Императорский Виленский университет

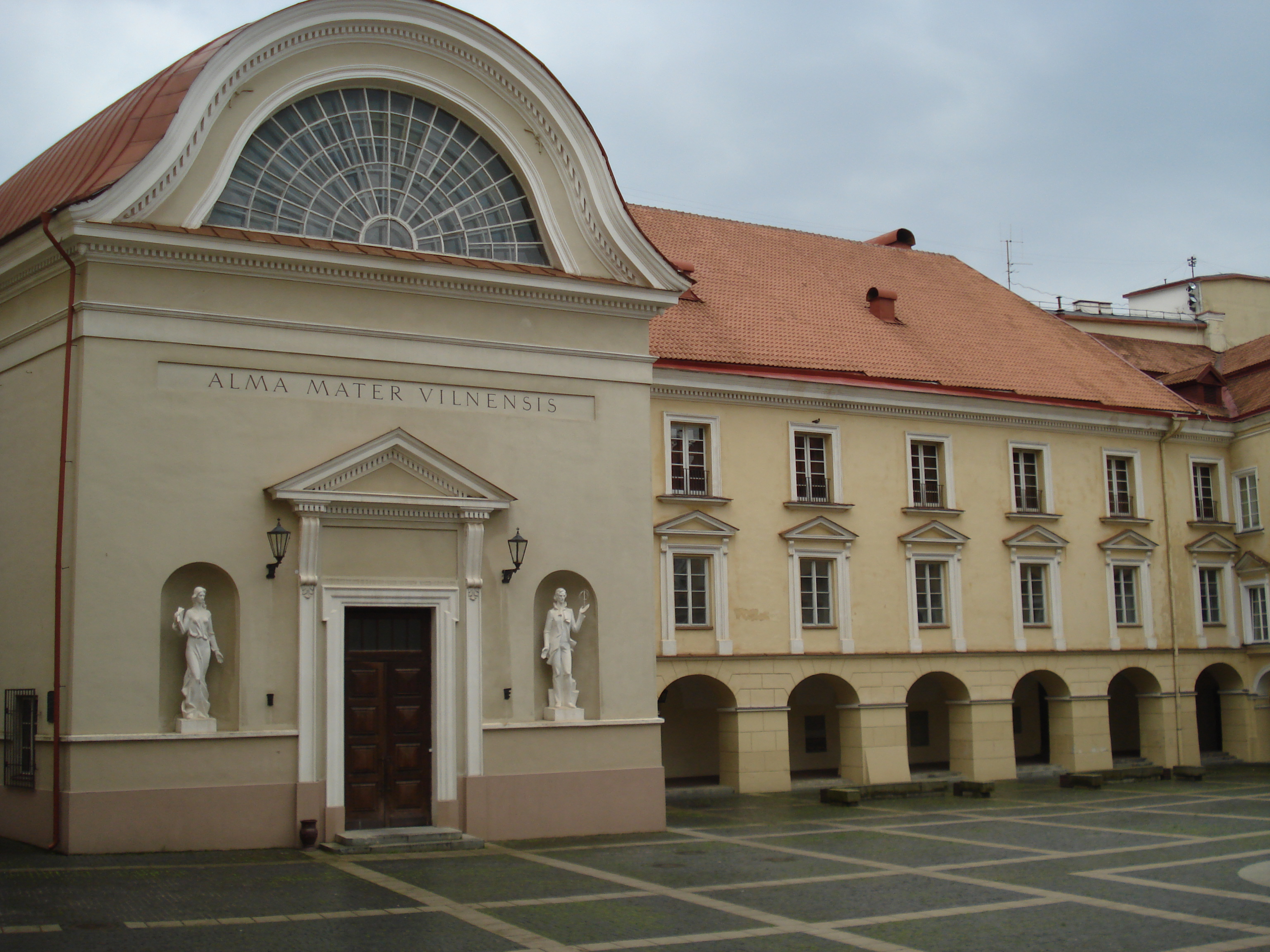
Аула университета

4 (16) апреля 1803 года российский император Александр I особым актом преобразовал Главную виленскую школу в Императорский Виленский университет. В 1816 году канцелярским языком университета вместо латыни становится польский язык.
Университет быстро развивался в благоприятных условиях, которые были обеспечены доходами с иезуитских имений, а также покровительством попечителя Университета князя Адама Чарторыйского. 
В пору управления ректора Иеронима Стройновского (1799—1806) ещё приходилось привлекать в университет заграничных профессоров; затем их всё чаще сменяли местные уроженцы. 
Семилетнее ректорство Яна Снядецкого (1807—1814) считается «лучшим временем университета».
Часть студентов и преподавателей Университета приняли участие в военных действиях в дни национально-освободительного Восстания 1831 года, что не осталось без последствий. 
После подавления восстания особым рескриптом российского императора Николая I Императорский Виленский университет 1 мая 1832 года был упразднён. Медицинский и теологический факультеты были преобразованы в Медико-хирургическую академию, позднее в 1842 году влитую в Киевский университет Святого Владимира, и в католическую духовную академию, которую в том же 1842 году перевели в Санкт-Петербург.

### Университет Стефана Батория
После Первой мировой войны и возрождения Речи Посполитой по указу начальника государства Юзефа Пилсудского 28 августа 1919 года университет в Вильне был восстановлен.
11 октября 1919 года состоялось торжественное открытие Университета Стефана Батория. Университет в себя включал 6 факультетов: гуманитарных наук, богословия, права и общественных наук, математики, медицины и искусств. Преподавание велось на польском языке.

### Реформа 1939 года
После передачи осенью 1939 года Вильнюса Литве Университет был преобразован по образцу Университета Витовта Великого в Каунасе. Официальным языком преподавания стал литовский.

### Преобразование Университета в советское высшее учебное заведение
С советизацией Литвы в 1940 году Университет был реформирован по образцу советских высших учебных заведений.

### Вильнюсский государственный университет

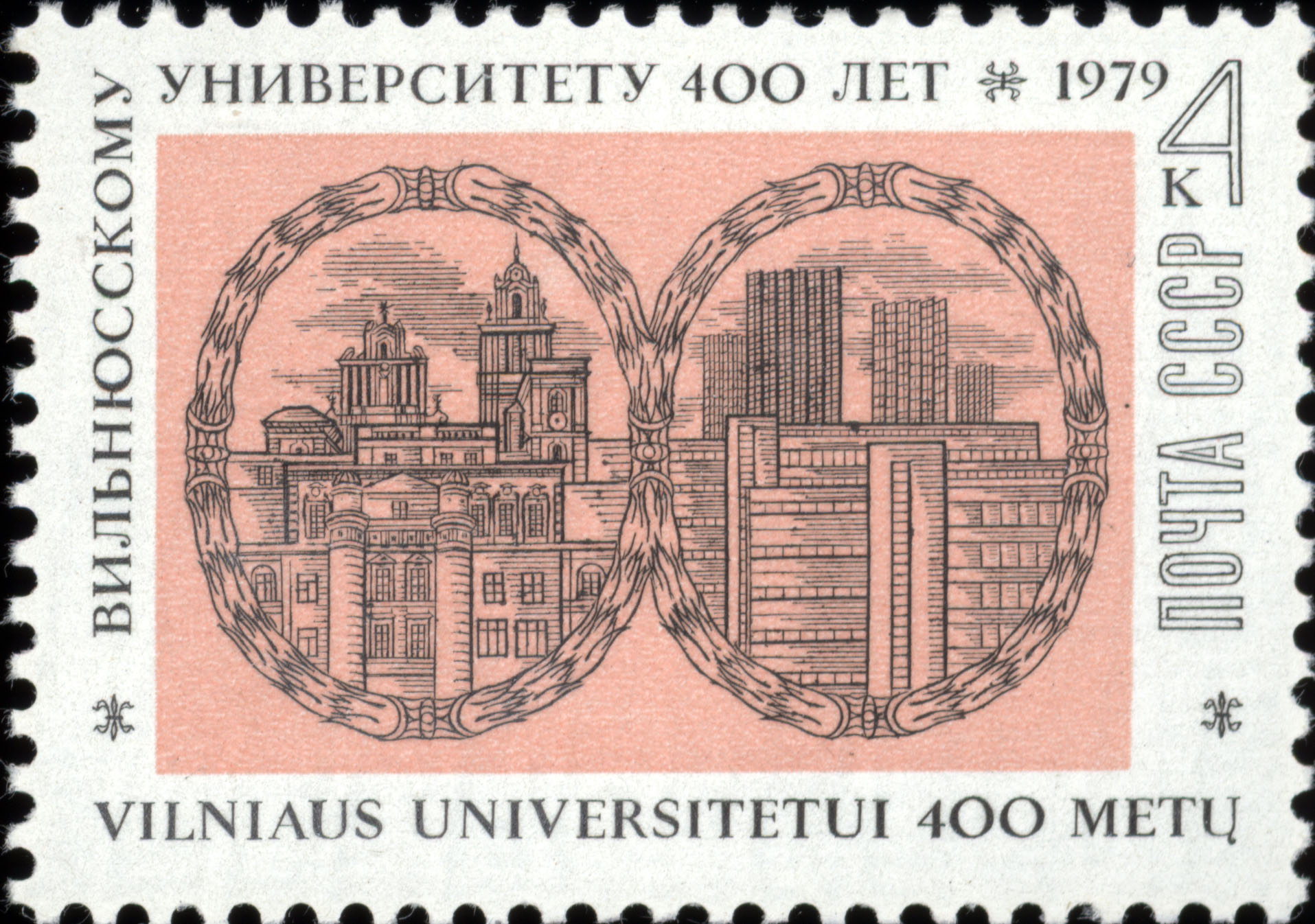
Почтовая марка СССР «Вильнюсскому университету 400 лет» (1979)

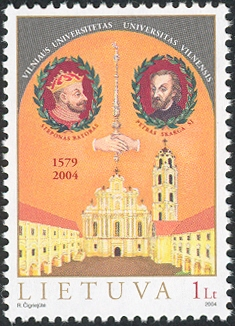
Вильнюсский университет на марке Литвы 2004 года

17 марта 1943 года университет был закрыт германскими оккупационными властями. В его здании расположились немецкие казармы и военный госпиталь.
Университет был снова открыт в 1944 году. С 13 ноября 1944 года действовал как высшее учебное заведение советского типа — Вильнюсский государственный университет; с 8 апреля 1955 до 1989 носил имя деятеля коммунистического движения Винцаса Капсукаса. 
Осенью 1945 года в Университете насчитывалось 1880 студентов, в 1955 году — 4158, в 1974 году — около 16 тысяч. Обучение велось на литовском и русском языках.
В 1968 году началось строительство студенческого городка в Саулетекисе. В составе университета к 1970 году действовали факультеты механико-математический, физический, химический, естественных наук, медицинский, исторический, филологический, экономический, юридический, вечерний (в Каунасе), заочное и вечернее отделения, аспирантура, отдел повышения квалификации врачей и 84 кафедры, 5 проблемных и 4 отраслевых научно-исследовательских лаборатории, астрономическая обсерватория, ботанический сад, виварий, мемориальный музей Адама Мицкевича.
В середине 1970-х годов в университете было 13 факультетов, 92 кафедры, на которых работало 966 преподавателей, среди них 61 профессор с учёной степенью доктора наук и 497 доцентов и кандидатов наук.
11 февраля 1971 года Вильнюсский государственный университет имени В. Капсукаса был награждён орденом Трудового Красного Знамени за заслуги в подготовке специалистов для народного хозяйства и развитии научных исследований; 12 апреля 1979 года за заслуги в подготовке специалистов для народного хозяйства, достижения в области научных исследований и в связи с 400-летием со дня основания — орденом Дружбы народов.

### Большая Реформа 1990 года
Принятым в 1990 году Статутом университета утверждена его автономия и современное название: Вильнюсский университет.

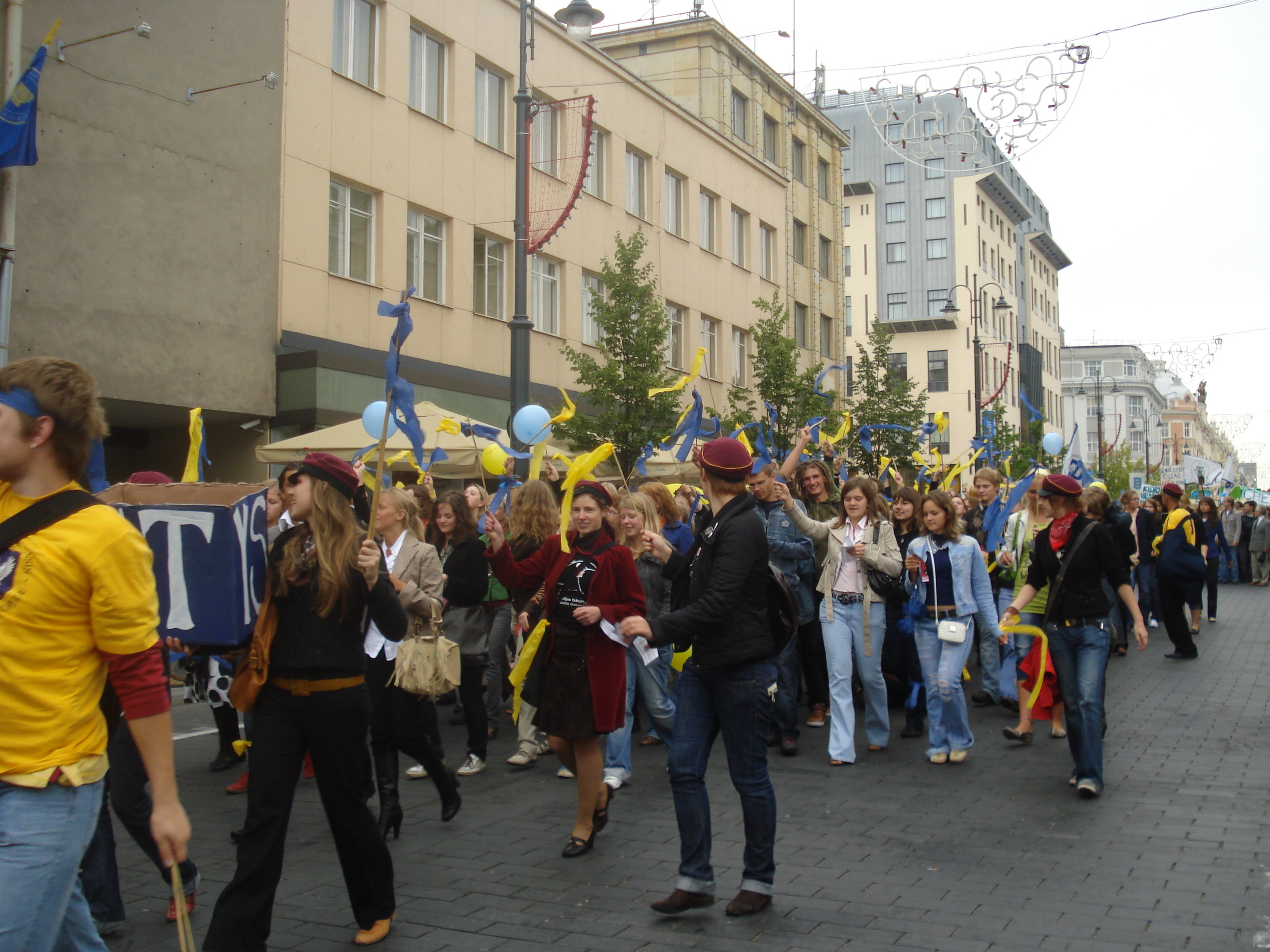
Шествие студентов по проспекту Гедимина по случаю начала учебного года

На 1 января 2005 года в Вильнюсском университете училось 22 618 студентов, из них 15 789 на дневном отделении, 6 829 на заочном и вечернем; в 2006 году — 25 014 студентов (вместе с резидентами и докторантами), в 2007 году — 22 865 студентов (из них 15 425 на дневном отделении, на заочном и вечернем — 7 440).
На 1 сентября 2009 года количество студентов составляло 22 588 человек (из них 15 422 на дневном отделении, 7 166 — на вечернем и заочном), докторантов — 710, резидентов — 612. Педагогический персонал составляет 1 309 работников, среди них 197 профессоров и 545 доцентов.
На 1 января 2013 года количество студентов составляло 21596 человек (из них 793 — докторанты). Педагогический персонал составляло 1354 работника, среди них 247 профессоров и 476 доцентов. На 1 января 2015 года студентов насчитывалось 20643, из них 14256 студентов первой ступени обучения (бакалавриат), 3495 — второй ступени (магистратура), 806 докторантов, 799 резидентов, 1287 слушателей. Педагогов было 1329; из них 243 профессора, 453 доцента, 523 научных сотрудника.

## Структура

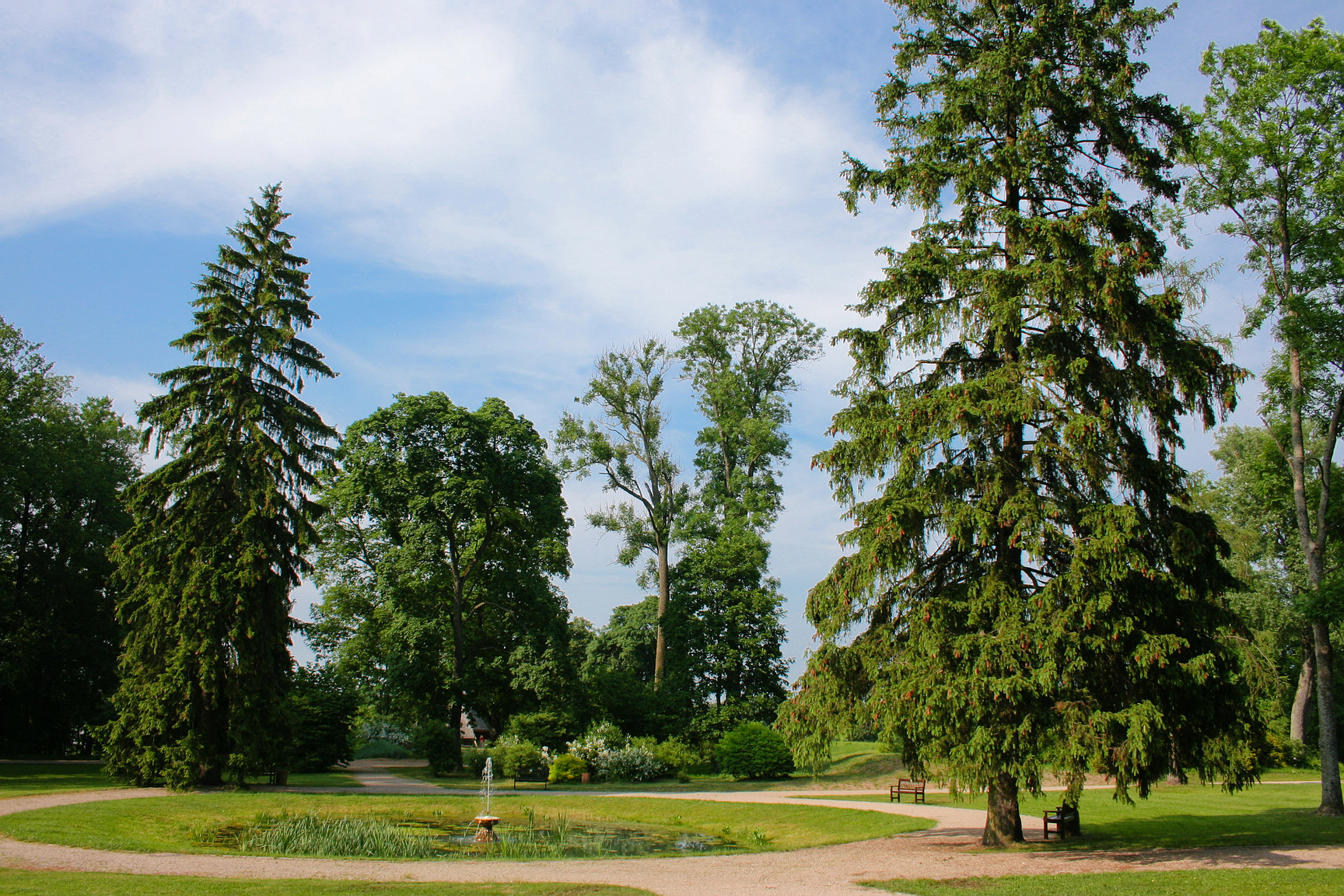
Ботанический сад в Кайренай

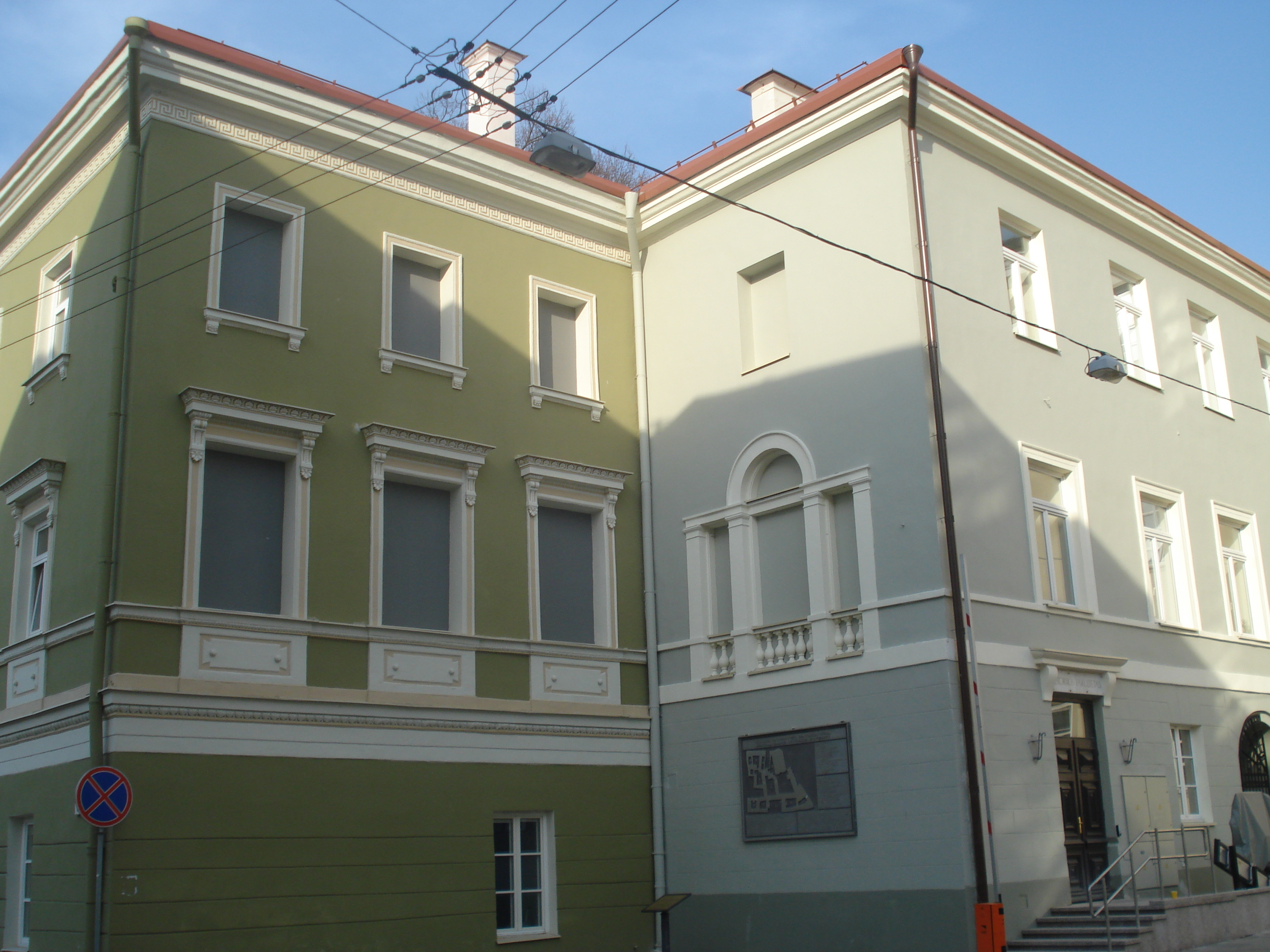
Здание исторического факультета

### Факультеты и приравненные к ним подразделения
- Факультет естественных наук (с ботаническим садом)

Администрация, восемь кафедр, центр картографии, центр экологии, научные и учебные лаборатории располагаются в четырёх корпусах на улице М. К. Чюрлёнё (M. K.Čiurlionio g.). Ботанический сад располагается на двух участках: в Вингисе (отдел географии растений и систематики) и в Кайренай (администрация и большинство отделов). Среди 234 работников факультета 112 педагогов (22 профессора, 58 доцентов, 32 лектора) и 51 научный работник (2007).
- Факультет истории

Факультет образован после реорганизации Историко-филологического факультета (1968) и располагается в ансамбле Вильнюсского университета вокруг двора Микалоюса Даукши. Официальный адрес: улица Университето 7 (Universiteto g. 7). На факультете действует четыре кафедры (археологии, теории истории и истории культуры, новой истории, истории древней и средних веков), группа исследований Литовских статутов и Литовской метрики, Центр исследований культурных сообществ. Обучение ведётся по трём бакалаврским программам — археология, история (дневное и заочное обучение), история культуры и антропология (с тремя специализациями), по трём магистерским программам — археология, история, охрана наследия, а также в докторантуре.
- Каунасский  факультет
- Факультет коммуникации

Факультет коммуникации образован в 1991 году. Состоит из института журналистики, который располагается в Старом городе, частью на улице Майронё (Maironio g. 7), частью на улице Бернардину (Bernardinų g. 11), института книговедения и документоведения, института библиотековедения и информационных наук, кафедры информации и коммуникации в университетском комплексе на Антоколе (Saulėtekio al. 9). Бакалаврские программы включают архивистику, библиотековедение и информацию, информологию, издательское дело, менеджмент информационного предпринимательства, журналистику. Магистерские программы: менеджмент библиотек и информационных центров, менеджмент информации, книговедение, коммуникация, издательское дело, связь с общественностью, журналистика, музееведение, международная коммуникация. На факультете обучаются также в докторантуре.

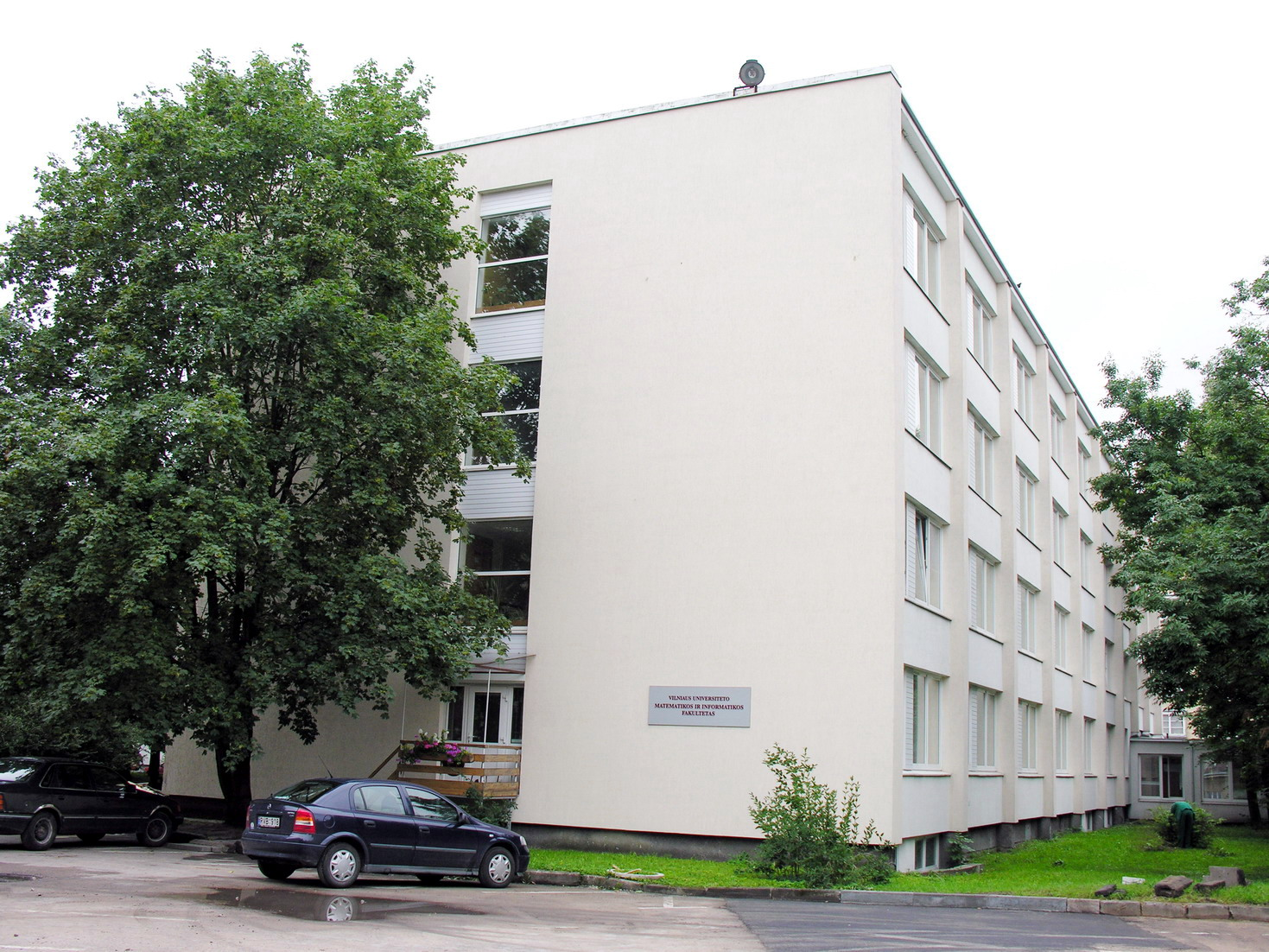
Здание факультета математики и информатики

- Факультет математики и информатики

Факультет математики и информатики после Второй мировой войны вместе с нынешним физическим факультетом составлял один физико-математический факультет. В 1965 году был образован математико-механический факультет с четырьмя кафедрами. Количество их со временем увеличивалось. В 1978—1999 годах факультет носил название математического факультета, с 1999 года носит нынешнее название. В 1983 году открыт музей математики Литвы.
Деканат и часть помещений, включая Центр информационных технологий, в комплексе зданий, расположенных между улицами Миндауго, Наугардуко (Naugarduko g. 24) и Шальтиню (Šaltinių g. 1A); аудитории в комплексе университетских зданий в Балтупяй (Didlaukio g. 47). На факультете готовятся специалисты по информатике (программирование, информатика, биоинформатика, информационные технологии), математике (математика и прикладная математика, обучение математике и информатике), статистике (эконометрия, математика финансов и страхования, статистика) по бакалаврским и магистерским программам. На факультете насчитывается несколько кафедр (информатики, программных систем, компьютерных наук, методики математики и информатики, дифференциальных уравнений и вычислительной математики, математического анализа, эконометрического анализа, математической информатики, математической статистики, теории вероятностей и теории чисел).
- Факультет медицины

Медицинский факультет — один из старейших (основан в 1781 году), один из самых больших и важных факультетов Вильнюсского университета. Его составляют пять кафедр, два института,13 клиник, несколько десятков центров и лабораторий, компьютерных классов, а также библиотека и музей. Деканат и часть подразделений располагается в комплексе зданий на улице М. К. Чюрлёнё (M. K.Čiurlionio g. 21), другие подразделения занимают здания в разных районах Вильнюса. На факультете работает свыше 700 человек (включая вспомогательный персонал), из них 28 профессоров, 98 доцентов. По медицинским специальностям обучается свыше 1300 студентов, из них около 300 в магистрантуре; совершенствуется свыше 600 резидентов и свыше 70 докторантов.
- Факультет права

Юридический факультет — один из старейших (основан в 1641 году) факультетов Вильнюсского университета. Его составляют 3 кафедры и 4 институты. Факультет располагается на Саулетякё, Антоколе (Saulėtekio al. 9-I).
- Факультет физики

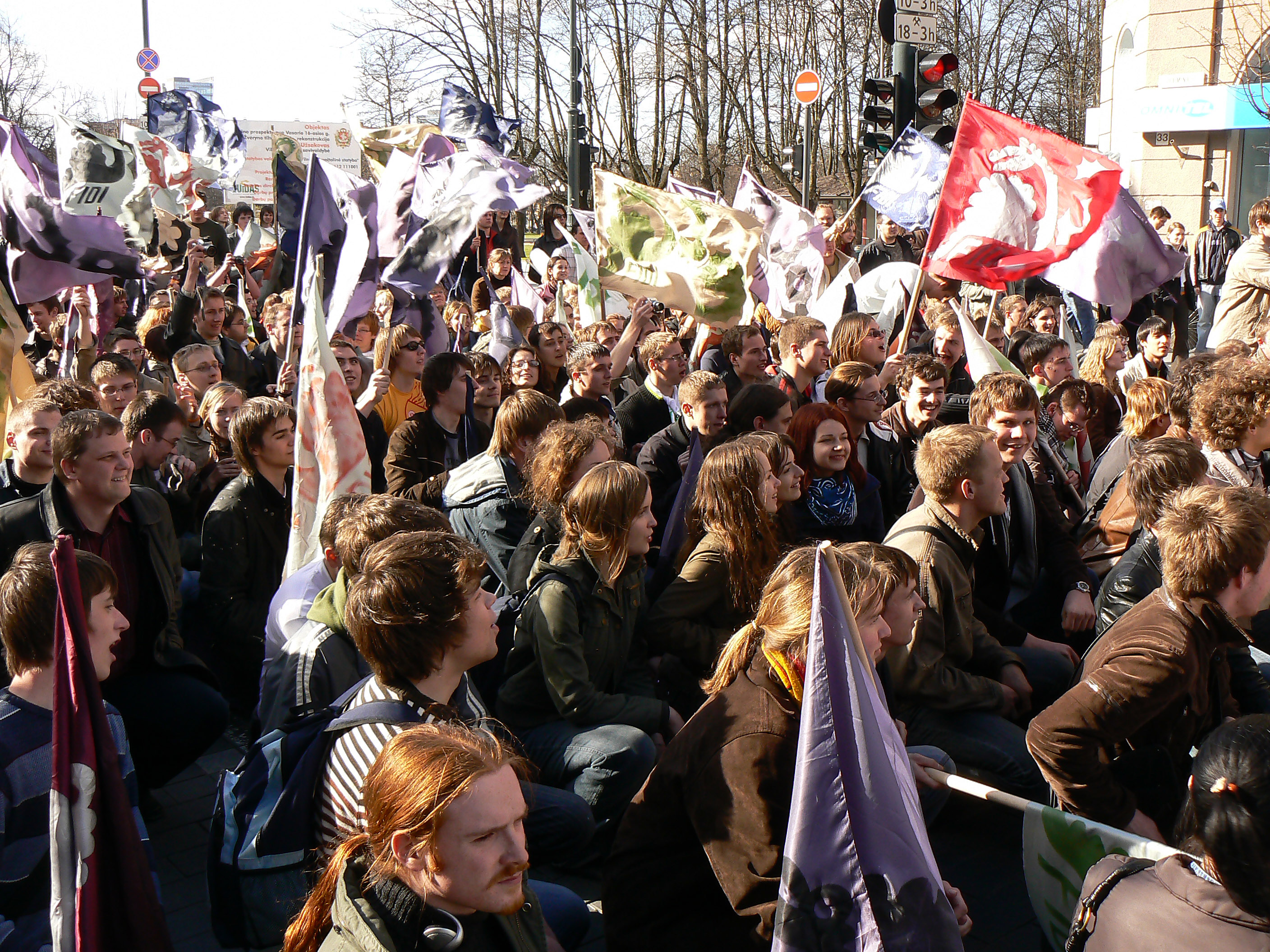
FiDi’2007 (Традиционный День физика)

Отдельный физический факультет был образован в 1965 году. Сначала состоял из трёх кафедр — теоретической физики, общей физики (с 1962 года — общей физики и спектроскопии) и экспериментальной физики (в 1960 году реорганизована в кафедру радиофизики и полупроводников). В 1970 году к ним добавилась кафедра электроники; в 1974 году была основана кафедра электроники твёрдого тела. В структуру факультета входят также центр лазерных исследований и кафедра астрономии, с 1973 года — кафедра астрономии и квантовой электроники. Астрономическая обсерватория располагается на улице М. К. Чюрлёнё, другие подразделения — на Саулетякё (Saulėtekio al. 9-III).
- Факультет филологии

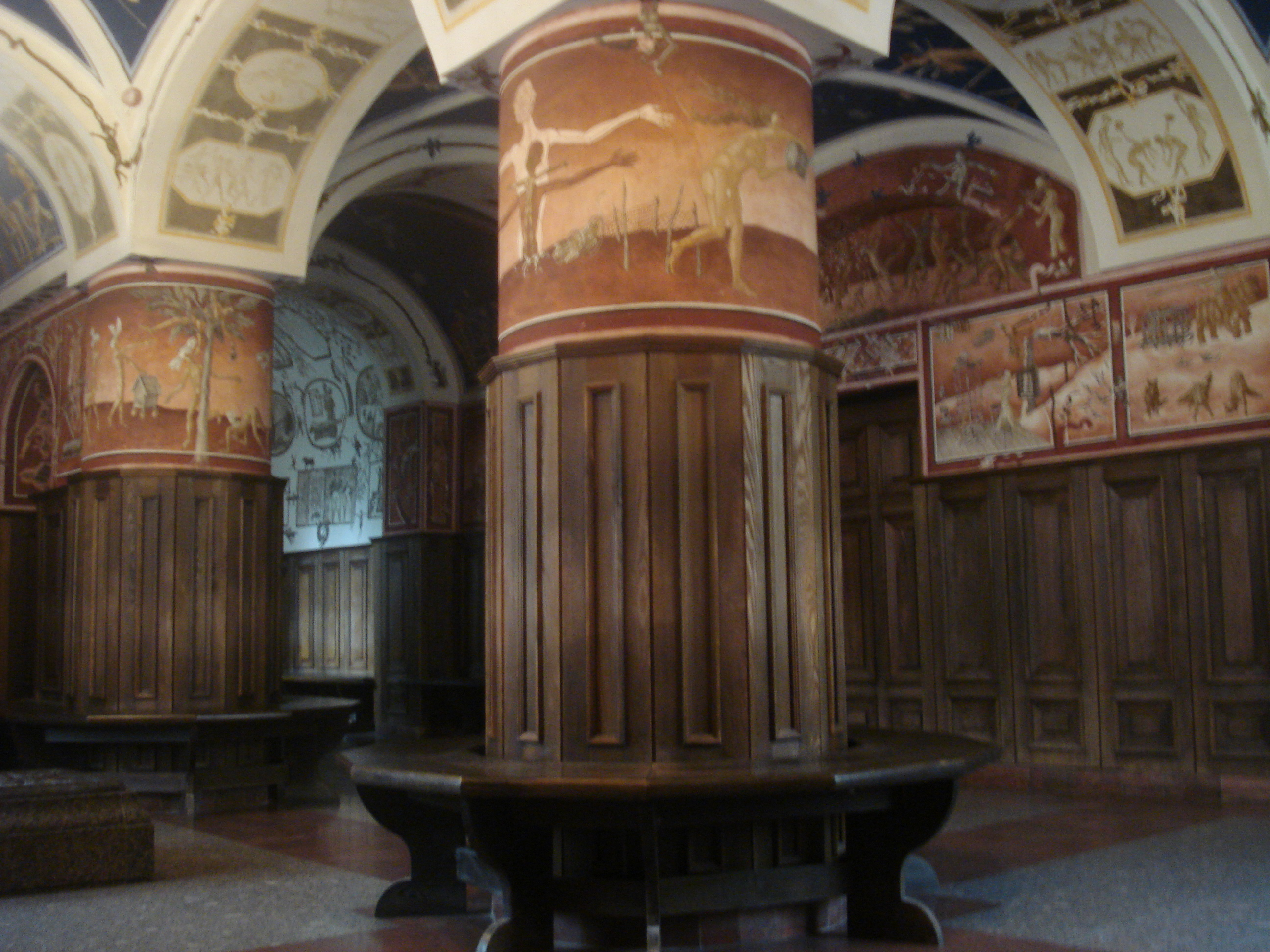
Вестибюль рядом с кафедрой балтистики (фрески П. Ряпшиса)

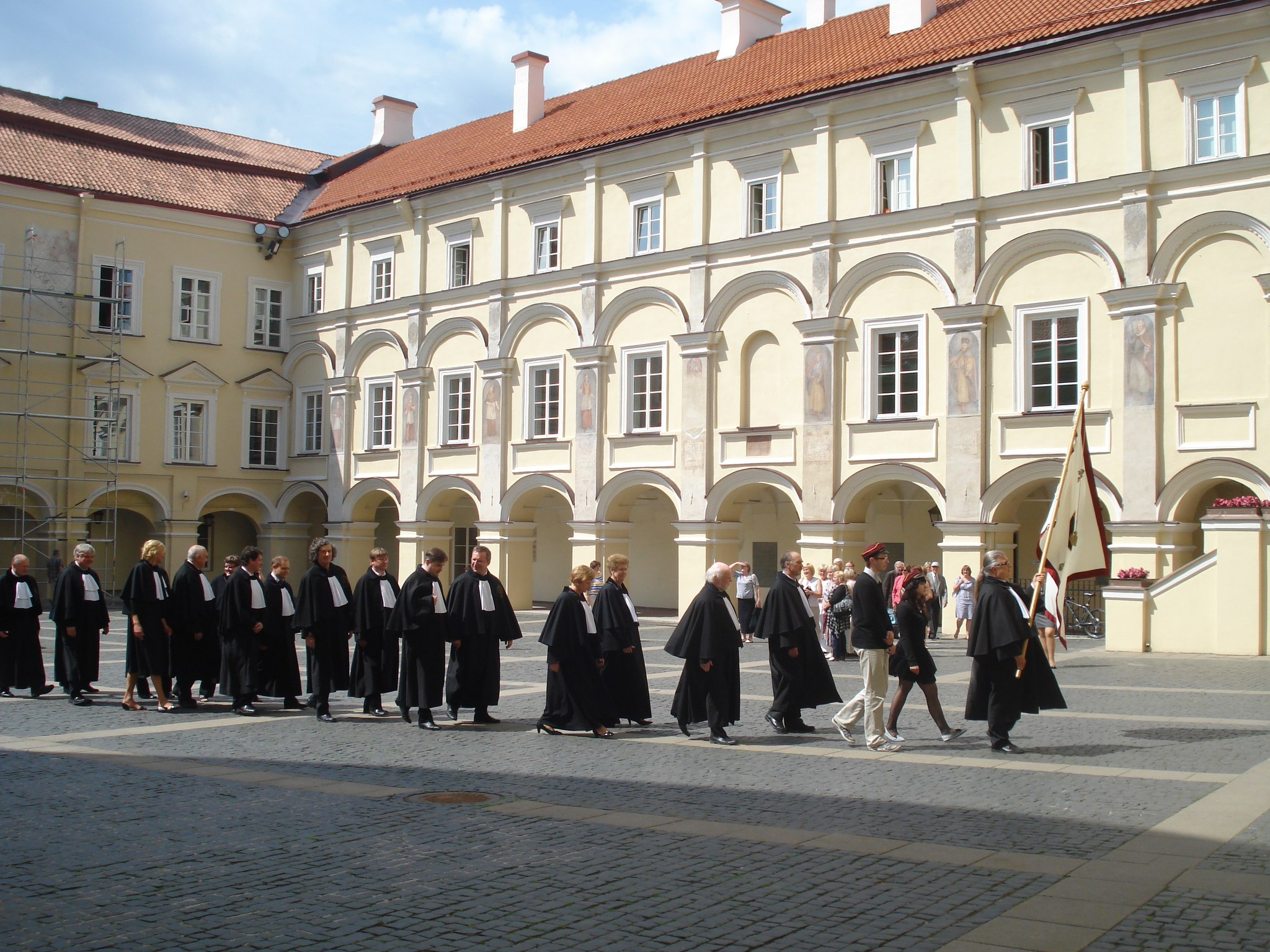
Большой двор. Шествие Сената на торжестве окончания учебного года

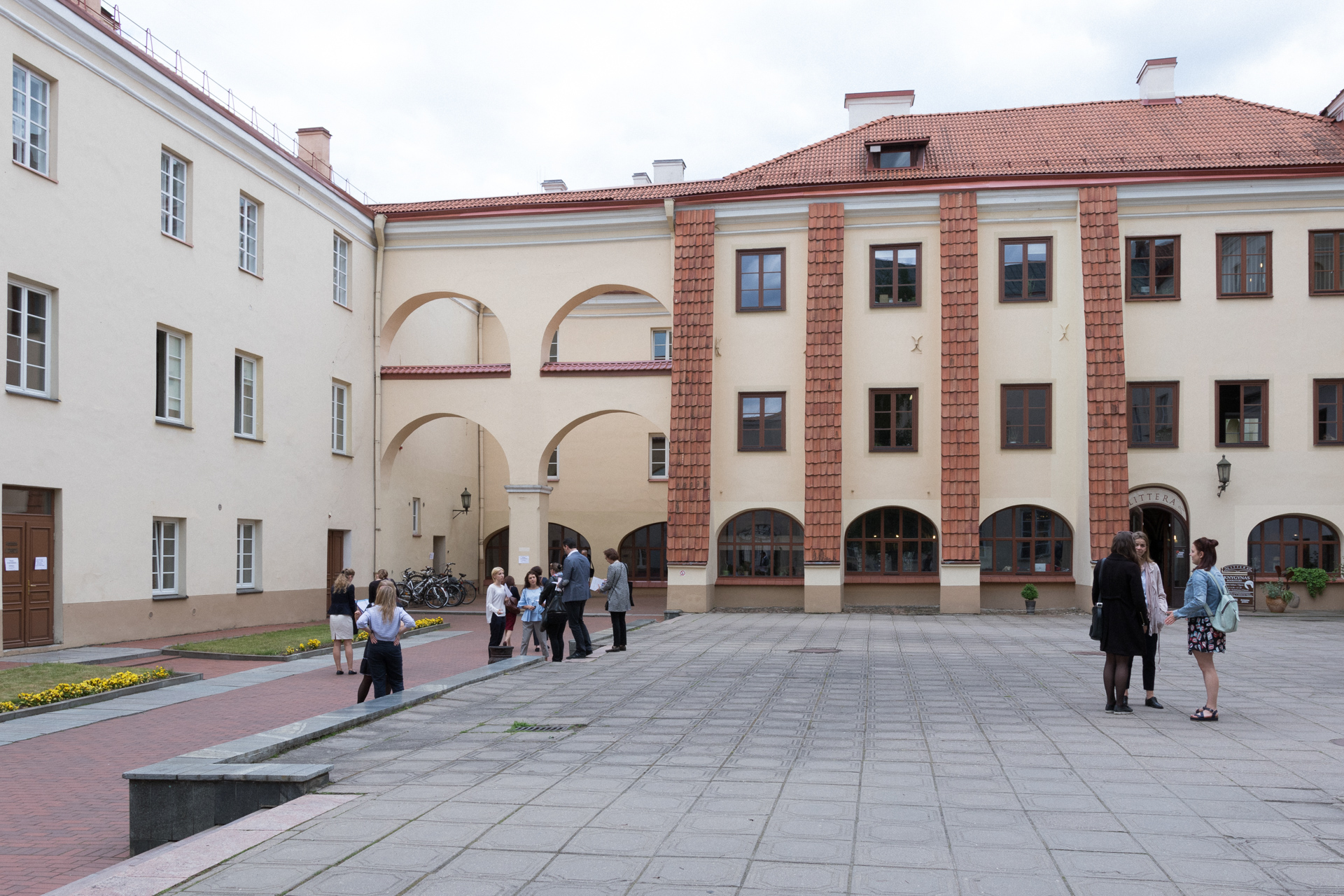
Здание факультета филологии

Филологический факультет располагается в нескольких зданиях в северо-восточной части ансамбля Вильнюсского университета. Официальный адрес: улица Университето 5 (Universiteto g. 5). Нынешний факультет образован в 1968 году после реорганизации Историко-филологического факультета. Количество и состав кафедр и других подразделений менялись; кафедры и центры возникали, претерпевали реорганизации и слияния. В 1999 году от факультета отделился Институт иностранных языков, получивший статус приравненного к факультету подразделения. В настоящее время на факультете действуют кафедры балтистики, славистики, классической филологии, литовского языка, литовской литературы, литуанистики, английской, немецкой, французской филологии, романского языкознания, итальянского языкознания и литературы, перевода, а также центры полонистики, скандинавистики, семиотики и теории литературы имени А. Ж. Греймаса, цифровой филологии. Работающие на факультете три специализированные читальни — литовская, славянская, иностранная — являются подразделениями Библиотеки Вильнюсского университета. На факультете работает 184 педагога и научных работника, среди них 15 профессоров, 89 доцентов и докторов, свыше 80 лекторов, ассистентов, научных работников (2008).
Филологии обучается около 1 500 студентов. Обучение ведётся по десяти основным бакалаврским программам английской, классической, литовской, немецкой, польской, русской, французской филологии и по специальности литовская «филология и иностранный язык» (испанский, польский, греческий, турецкий язык; набор языков варьируется в разные годы) и занимает четыре года. Среди десятка двухлетних магистерских программ обучения — англистика, перевод, классическая, скандинавская, немецкая филология, литовское, немецкое, славянское языковедению и другие. При факультете действует докторантура. Издаются учёные записки „Baltistica“, „Literatūra“, „Kalbotyra“.
- Факультет философии

- Факультет химии

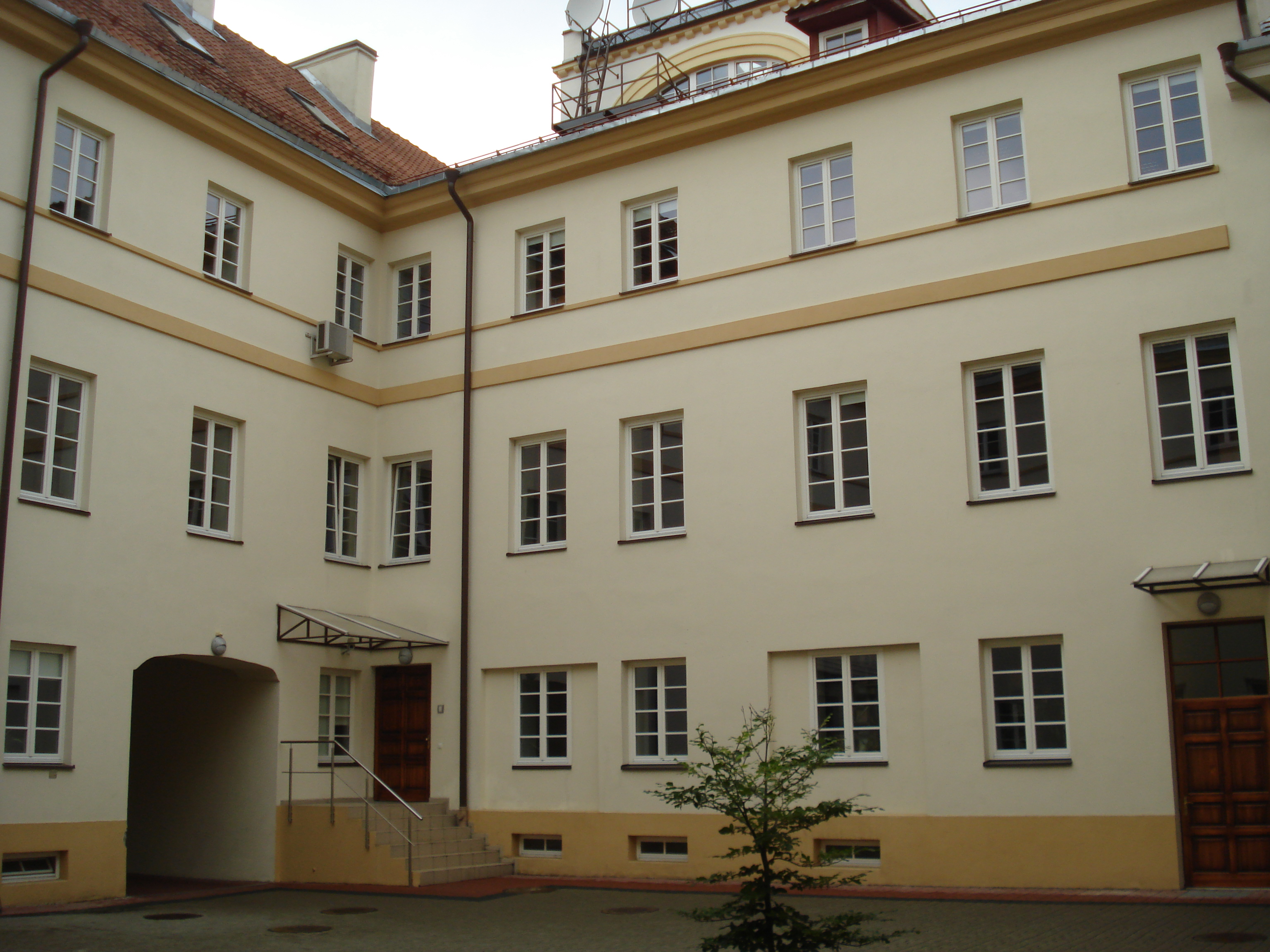
Двор философского факультета

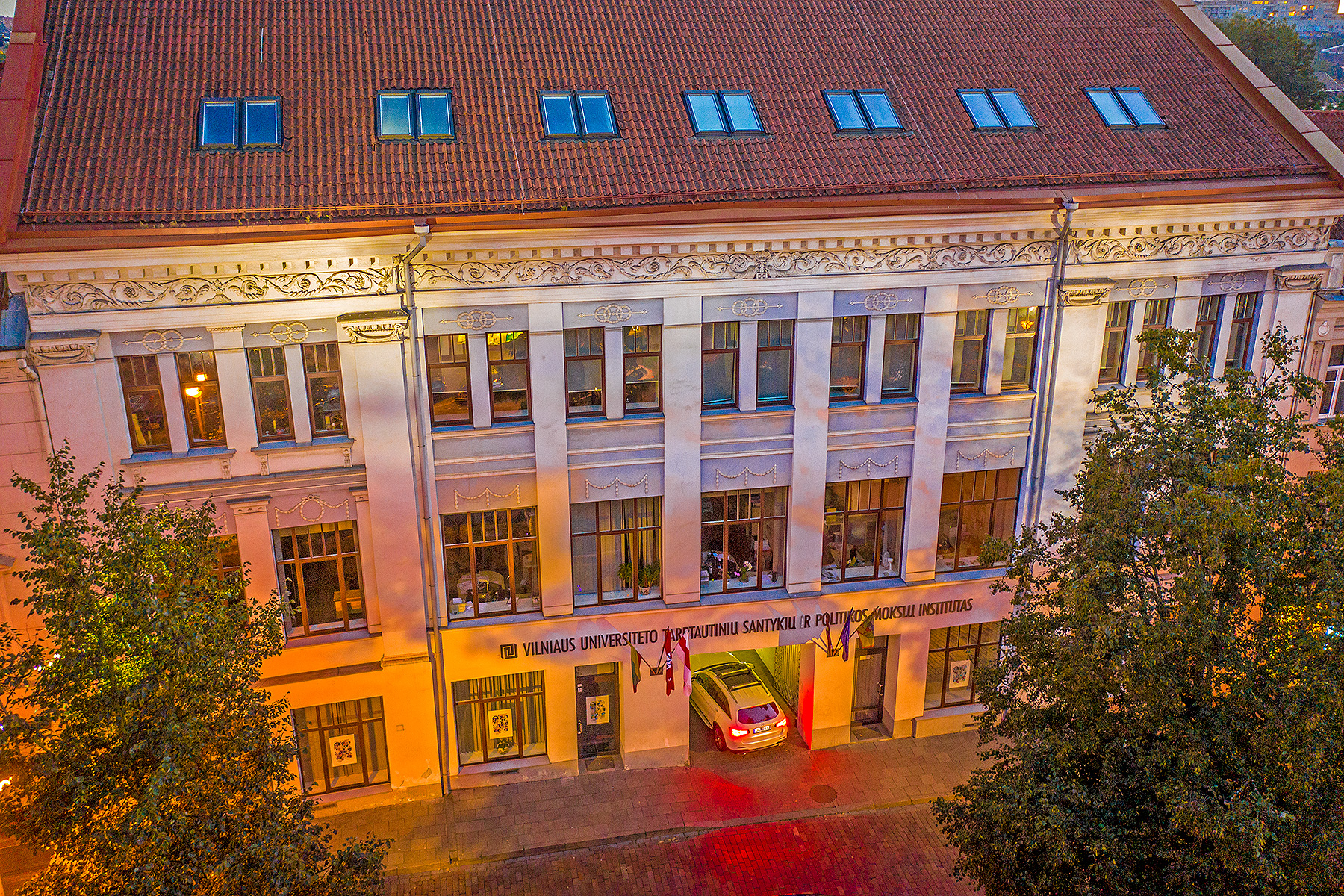
Институт международных отношений и политических наук

Расположен около факультета математики и информатики. Кафедры химического факультета: аналитической химии и химии окружающей среды, физической химии, неорганической химии, органической химии, химии полимеров.
- Факультет экономики
- Институт иностранных языков
- Институт прикладных наук
- Институт международных отношений и политических наук

Располагается на улице Вокечю.
- Институт математики и информатики

Находится на улице Академийос (Akademijos g. 4).
- Институт теоретической физики и астрономии

Расположен на улице А. Гоштауто (A. Goštauto g. 12), институту принадлежит Вильнюсский планетарий.
- Институт биотехнологии
- Институт биохимии

### Межфакультетские центры обучения и научных исследований

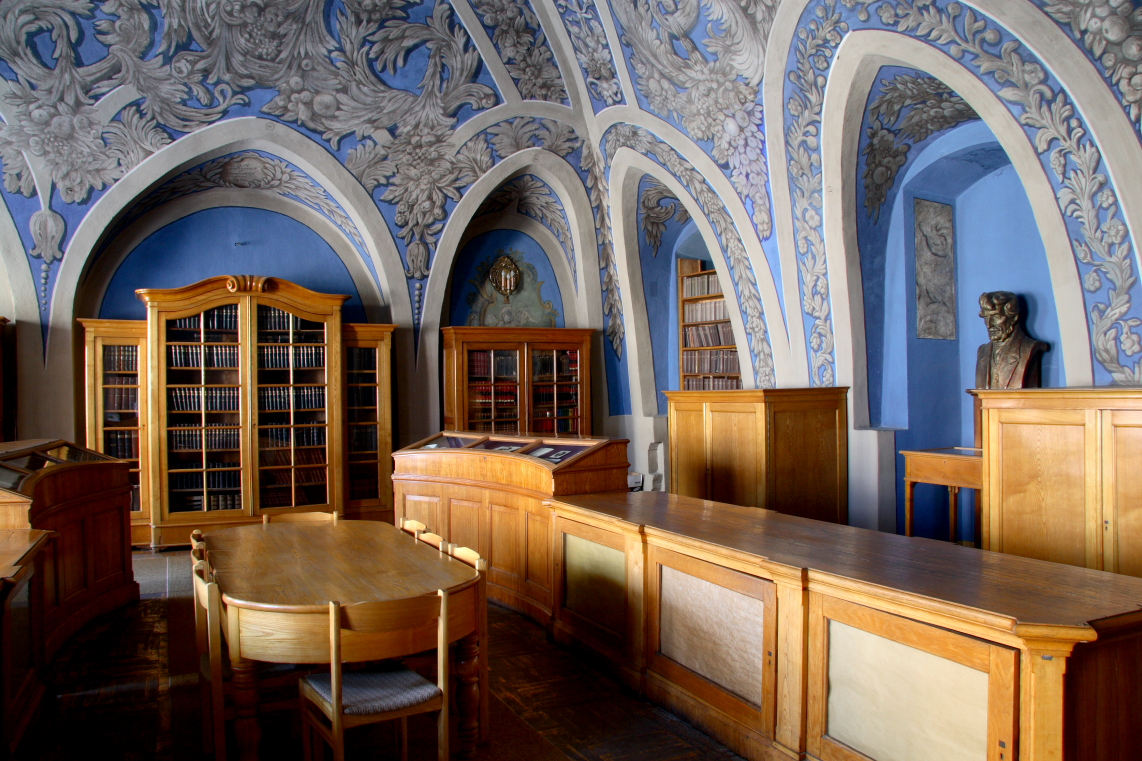
Зал Лелевеля (Библиотека Вильнюсского университета)

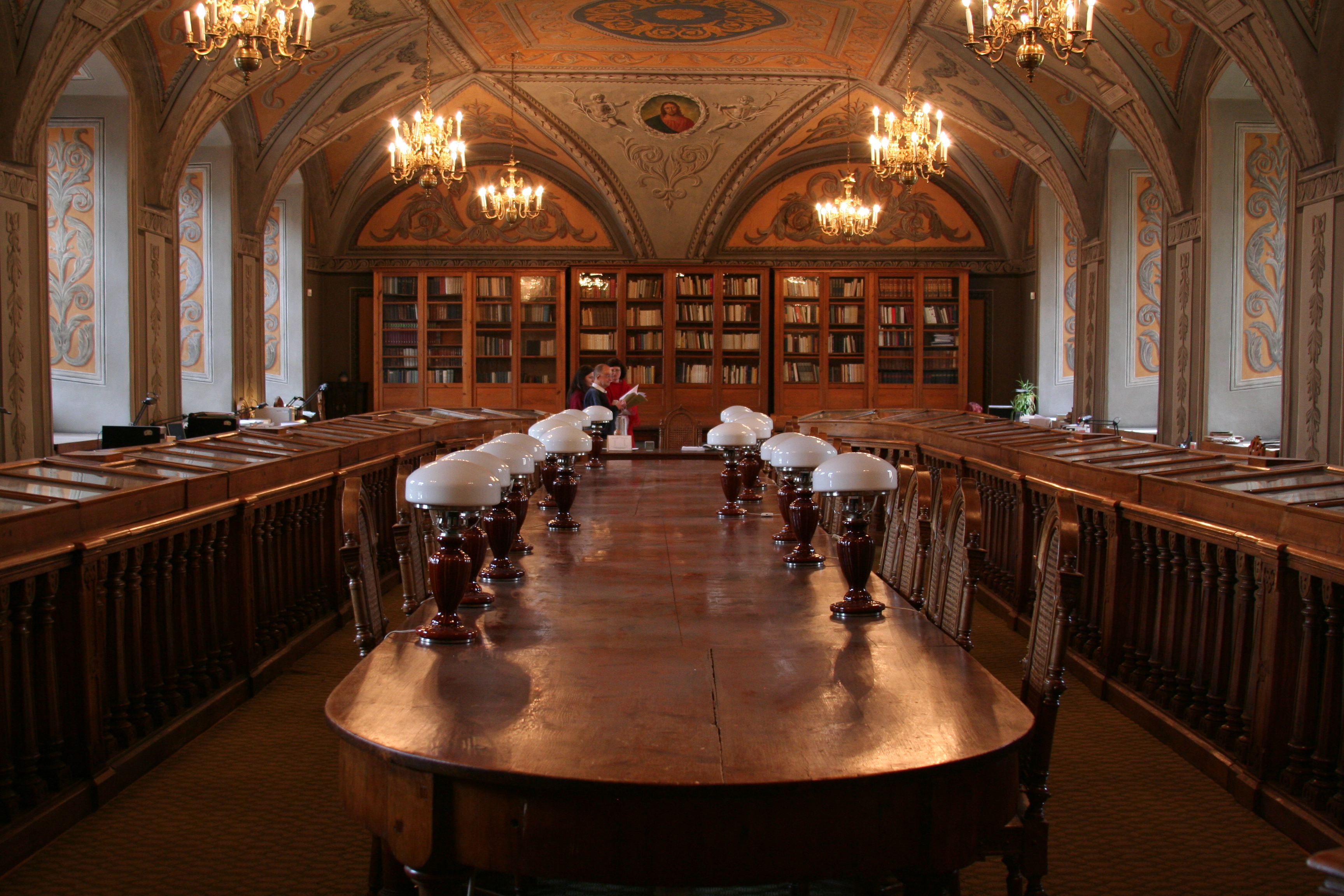
Зал Смуглевича (Отдел рукописей и старых книг Библиотеки Вильнюсского университета)

- Центр гендерных исследований
- Центр ориенталистики
- Центр религиоведения
- Центр здоровья и спорта

### Неакадемические структурные подразделения
- Библиотека Вильнюсского университета

Историю университетской библиотеки ведут с библиотеки иезуитской коллегии, которая по завещанию короля Сигизмунда Августа получила после его смерти 7 июля 1572 года богатое собрание книг короля-библиофила.
В фондах библиотеки свыше 5,3 млн изданий, среди них 178 306 изданных в XV—XVIII веках, свыше 250 тысяч рукописных документов (старейшие XIII века).
У библиотеки свыше 27 тысяч читателей.
- Экзаменационный центр

- Центр применения информационных технологий
- Центр карьеры
- Центр культуры
- Информационный центр Саулетякё

## Ансамбль Вильнюсского университета

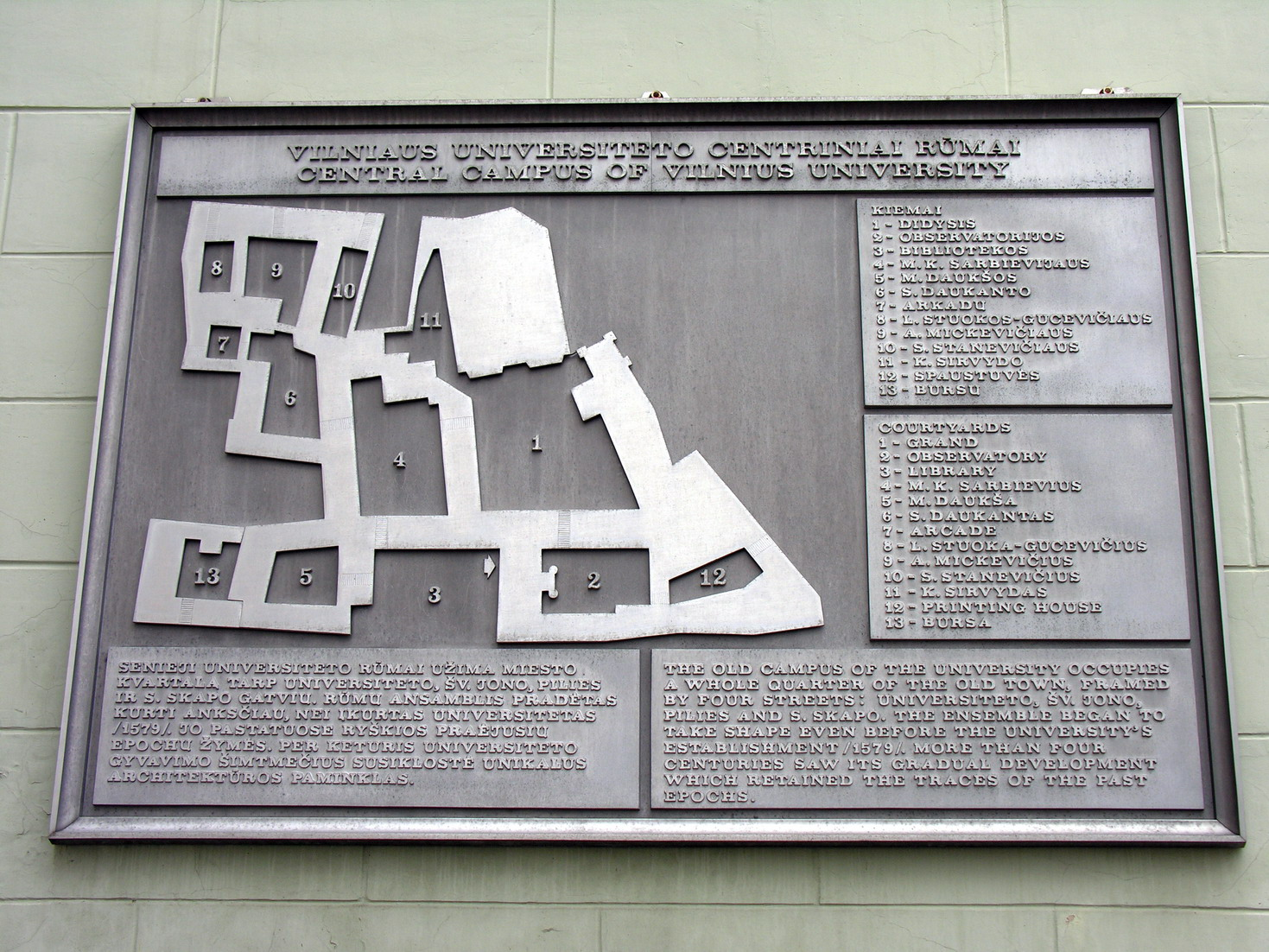
Схема ансамбля Вильнюсского университета

Ансамбль представляет Литву в парке Мини-Европа в Брюсселе, среди наиболее выдающихся европейских достопримечательностей. Посещение этого комплекса входит в программы туристических экскурсий и визитов глав государств и других высоких гостей в Литву.

## Известные выпускники

### XX век
- Альфредас Бумблаускас, историк

- Альвидас Никжентайтис, историк

- Лаймонас Тапинас, эссеист и литератор

- Томас Венцлова, поэт, литературовед и переводчик

- Марцелиюс Мартинайтис, поэт и литературовед

- Виктория Дауётите, литературовед

- Неринга Абрутите, поэтесса и литературовед

- Юргис Кунчинас, писатель

- Эвалдас Игнатавичюс, дипломат

- Йонас Микелинскас, писатель, лауреат Национальной премии

- Ромас Даугирдас, поэт и литератор

- Игорь Гаврилов, астроном

### XIX век
- Адам Мицкевич, поэт, литератор, публицист и политический деятель

- Юлиуш Словацкий, поэт и литератор

- Александр Ходзько, дипломат, поэт и переводчик

- Юзеф Ходько, военный геодезист, географ и картограф

- Игнацы Домейко, геолог, страновед и педагог

- Осип Ковалевский, востоковед

- Осип Сенковский, востоковед и писатель

### XVII век
- Николай Дилецкий, композитор

- Томаш Шеверовский, композитор

## Почётные доктора

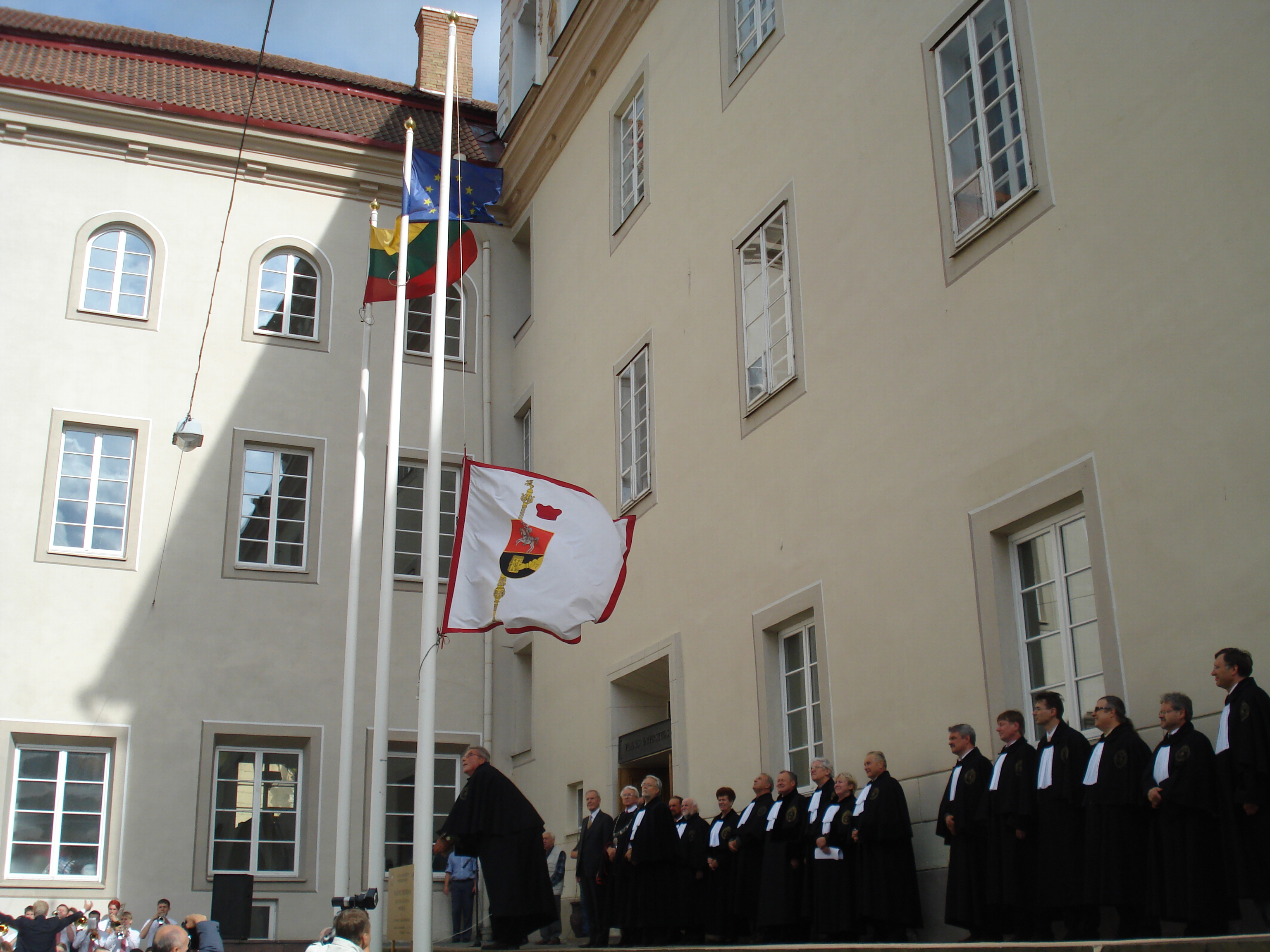
Церемония спуска флага университета на торжестве окончания учебного года (2007)

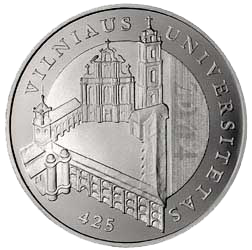
Реверс юбилейной монеты в 1 лит (2004)

- Ян Сафаревич (1904—1992), действительный член Польской академии наук, профессор Ягеллонского университета в Кракове (1979)
- Зденек Чешка, член-корреспондент Академии наук Чешской Республики, ректор Карлова университета в Праге (1979)
- Вернер Шелер, профессор (Германия) (1979)
- Валдас Адамкус, Президент Литовской Республики (1998—2009), администратор Агентства охраны окружающей среды США по пятому региону (1989)
- Чеслав Олех, директор Международного математического центра Стефана Банаха, действительный член Польской Академии наук, профессор Варшавского университета (1989)
- Вацловас Даргужас (c 1950—1951 Андреас Хофер), доктор медицинских наук (Швейцария) (1991; умер в 2009 году)
- Эдвардас Варнаускас, профессор, доктор медицинских наук (Швеция) (1992)
- Христиан Винтер, профессор Университета Франкфурта-на-Майне (Германия) (1989)
- Мартинас Ичас, профессор, Нью-Йоркский университет (1992)
- Паулюс Рабикаускас, профессор Григорианского университета в Риме (1994; умер в 1998)
- Томас Ремейкис (1994)
- Уильям Шмальстиг, профессор Университет штата Пенсильвания (1994)
- Владимир Топоров, профессор, Институт славяноведения и балканистики РАН (1994)
- Вацлав Гавел, президент Чешской Республики (1996)
- Н. С. Бахвалов (1934—2005), математик, академик РАН, заведующий кафедрой вычислительной математики механико-математического факультета МГУ (1997)
- Райнер Эккерт, директор Института балтистики Грейфсвальдского университета (Германия; 1997)
- Юлиуш Бардах, профессор, Варшавский университет (1997)
- Фридрих Шольц, профессор Мюнхенского университета, директор Интердисциплинарного института балтийских исследований (Германия; 1998)
- Збигнев Бжезинский, правительственный профессор (США) (1998)
- Вольфганг П. Шмид, языковед, профессор Гёттингенского университета (Германия; 2000)
- Эдуард Любимский, профессор МГУ (2000)
- Юрий Степанов, профессор, РАН (2002)
- Александр Квасьневский, президент Польши (2005)
- Игорь Новиков, российский астроном, директор Института теоретической астрофизики в Копенгагене (2005)
- Владимир Скулачёв, российский биохимик, академик Российской академии наук, директор Института физико-химической биологии в Москве (2005)
- Вассилиос Скоурис, председатель Суда правосудия Европейских сообществ (2005)
- Пьетро Умберто Дини, итальянский балтист, профессор Пизанского университета (2005)
- Жак Рогге, президент Международного олимпийского комитета (2006)
- Гуннар Куллдорф, профессор Университета Умеа (Швеция; 2006)
- Райнхардт Биттнер, профессор Штутгартской академической клиники Тюбингенского университета (2007)[36]
- Войцех Смочинский, языковед, профессор Ягеллонского университета в Кракове (2007)[36]
- Маркус Вольфганг Бюхлер, хирург, профессор Гейдельбергского университета (2012)

Полный официальный список (54 человека в 2013 году): Honorary Doctors
В сентябре 2020 года звание почётного доктора Вильнюсского университета присвоено президенту Франции Эмманюэлю Макрону 
- Йозеф Садовский 1738[41]
- Михал Седлецкий 1919—1921
- Виктор Станевич 1921—1922
- Альфонс Парчевский 1922—1924
- Владислав Дзевульский 1924—1925
- Мариан Здзеховский 1925—1927
- Станислав Пигонь 1927—1928
- Чеслав Фальковский 1928—1930
- Александр Янушкевич 1930—1932
- Казимир Опочинский 1932—1933
- Витольд Станевич 1933—1936, 1937
- Владислав Яковицкий 1936—1937
- Александр Вуйцицкий 1937—1939
- Стефан Эренкройц 1939

- Миколас Биржишка 1940—1943

- Казис Белюкас 1944—1946
- Зигмас Жямайтис 1946—1948
- Йонас Бучас 1948—1956
- Юозас Булавас 1956—1958
- Йонас Кубилюс 1958—1990
- Роландас Павилёнис 1990—2000
- Бенедиктас Юодка (2001—2002 и. о.) 2002—2012
- Юрас Банис (2012—2015  и. о.)
- Артурас Жукаускас (2015—2020)
- Римвидас Петраускас (с 2020 года)

## Ректор

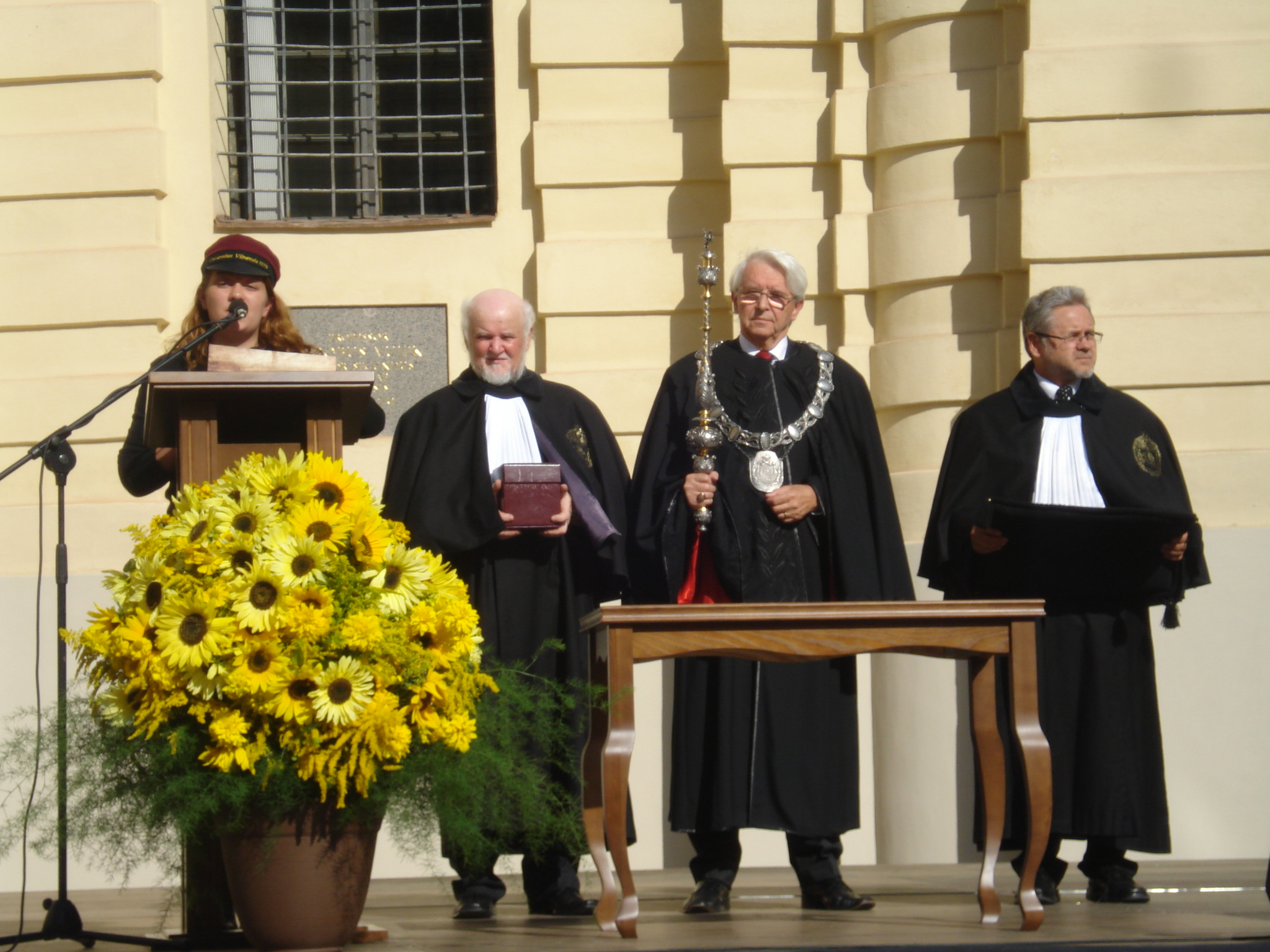
Ректор Б. Юодка с ректорским скипетром в руках и члены Сената во время церемонии Initio semestri (2009)

Во главе университета стоит ректор, до 2014 года избираемый Сенатом в установленном статутом университета порядке, в настоящее время избираемый Советом университета. Порядок выборов и назначения ректора менялся. В 1944—1946 годах ректором Вильнюсского государственного университета был профессор, доктор географических наук Казис Белюкас, затем профессор математики Зигмас Жямайтис (1946—1948), член-корреспондент Академии наук Литовской ССР, профессор, доктор экономических наук Йонас Бучас (1948—1956), член-корреспондент Академии наук Литовской ССР, доцент, кандидат юридических наук Юозас Булавас (1956—1958).
С 1958 до 1990 года ректором был литовский математик, академик Академии наук Литовской ССР, профессор, доктор физико-математических наук, Герой Социалистического Труда Йонас Кубилюс. Его сменил философ и лингвист Роландас Павилёнис, занимавший должность ректора два срока (1990—2000). В 2001—2002 годах исполняющим обязанности ректора был академик, биохимик по специальности, профессор Бенедиктас Юодка. Избранный ректором в 2002 году, Бенедиктас Юодка по истечении пятилетнего срока ректорства 13 сентября 2007 года был вновь избран на заседании Сената (набрав 53 голоса из 67), на ближайшие пять лет и считался 84-м ректором Вильнюсского университета. За его соперника профессора Артураса Жукаускаса было отдано 14 голосов. По истечении второго срока академик Бенедиктас Юодка в 2012 году сложил полномочия ректора. 9 октября 2012 года Сенат Вильнюсского университета временно исполняющим обязанности ректора назначил профессора Юраса Баниса, с 2007 года занимавшего должность проректора по научной части («за» 62 голоса, «против» 10, 4 бюллетеня признаны недействительными).
12 марта 2015 года Совет Вильнюсского университета избрал ректором Артураса Жукаускаса. 22 января 2020 года ректором был избран историк профессор Римвидас Петраускас, декан исторического факультета, действительный член Академии наук Литвы, председатель Совета по науке Литвы. Дата его вступления в должность — 1 апреля 2020 года.